# Kaartojärvi (Jukkasjärvi socken, Lappland)
Kaartojärvi är en sjö i Kiruna kommun i Lappland och ingår i Torneälvens huvudavrinningsområde. Sjön har en area på 0,0793 kvadratkilometer och ligger 315,1 meter över havet. Kaartojärvi ligger i Torne och Kalix älvsystem Natura 2000-område.

## Delavrinningsområde
Kaartojärvi ingår i det delavrinningsområde (753452-176923) som SMHI kallar för Mynnar i Vaikkojoki. Medelhöjden är 320 meter över havet och ytan är 1,37 kvadratkilometer. Det finns ett avrinningsområde uppströms, och räknas det in blir den ackumulerade arean 8,72 kvadratkilometer. Vattendraget som avvattnar avrinningsområdet har biflödesordning 4, vilket innebär att vattnet flödar genom totalt 4 vattendrag innan det når havet efter 331 kilometer. Avrinningsområdet består mestadels av skog (78 procent) och sankmarker (17 procent). Avrinningsområdet har 0,08 kvadratkilometer vattenytor vilket ger det en sjöprocent på 5,8 procent.